# Liste der Naturdenkmale in Rangendingen
| Naturdenkmale | Anzahl |
| ------------- | ------ |
| FND           | 1      |
| END           | 9      |
| Gesamt        | 10     |

Die Liste der Naturdenkmale in Rangendingen nennt die verordneten Naturdenkmale (ND) der im baden-württembergischen Zollernalbkreis liegenden Gemeinde Rangendingen. In Rangendingen gibt es insgesamt zehn als Naturdenkmal geschützte Objekte, davon ein flächenhaftes Naturdenkmal (FND) und neun Einzelgebilde-Naturdenkmale (END).
Stand: 1. November 2016.

## Flächenhafte Naturdenkmale (FND)
| Name                      | Bild | Kennung     | Einzelheiten | Position | Fläche Hektar | Datum         |
| ------------------------- | ---- | ----------- | ------------ | -------- | ------------- | ------------- |
| Steinbruch am Weiler Berg |      | 84170510021 | Rangendingen | ⊙        | 0,3           | 28. Aug. 1992 |
| Legende für Naturdenkmal  |      |             |              |          |               |               |

## Einzelgebilde (END)
| Name                            | Bild | Kennung     | Einzelheiten | Position | Fläche Hektar | Datum         |
| ------------------------------- | ---- | ----------- | ------------ | -------- | ------------- | ------------- |
| 1 Buche (achtstämmig)           | BW   | 84170510167 | Rangendingen | ⊙        | 0,0           | 12. Jan. 1962 |
| 1 Linde am Weg zum Weilerberg   | BW   | 84170510239 | Rangendingen | ⊙        | 0,0           | 28. Apr. 1995 |
| 1 Linde an der Lehmgrubenstraße | BW   | 84170510238 | Rangendingen | ⊙        | 0,0           | 28. Apr. 1995 |
| 1 Linde in der Heimgartenstraße | BW   | 84170510235 | Rangendingen | ⊙        | 0,0           | 28. Apr. 1995 |
| 1 Linde „Neue Maibühllinde“     | BW   | 84170510169 | Rangendingen | ⊙        | 0,0           | 12. Jan. 1962 |
| 2 Linden bei der Kapelle        |      | 84170510170 | Rangendingen | ⊙        | 0,0           | 12. Jan. 1962 |
| 2 Linden mit Kreuz              |      | 84170510172 | Rangendingen | ⊙        | 0,0           | 12. Jan. 1962 |
| 2 Linden mit Steinkreuz         |      | 84170510171 | Rangendingen | ⊙        | 0,0           | 12. Jan. 1962 |
| 26 Linden am Galgenrain         |      | 84170510236 | Rangendingen | ⊙        | 0,0           | 28. Apr. 1995 |
| Legende für Naturdenkmal        |      |             |              |          |               |               |